# Alfred Delp
Alfred Delp, S.J. (Mannheim, 15 de Setembro de 1907 - Berlim, 2 de Fevereiro de 1945), foi um padre católico Jesuíta, filósofo e resistente anti-nazi. Foi um destacado membro do Círculo de Kreisau e da Resistência alemã. Implicado no atentado de 20 de Julho de 1944 contra Adolf Hitler, foi preso, julgado, condenado à morte e executado, pouco antes do fim da II Guerra Mundial na Europa.

## Primeiros anos e educação
Delp nasceu em Mannheim, no então Grão-Ducado de Baden, filho de mãe católica e pai protestante. Foi baptizado como católico, mas frequentou uma escola primária luterana e foi confirmado luterano em 1921. Depois de uma azeda discussão com um pastor luterano, pediu e recebeu os sacramentos da Primeira Comunhão e Crisma na Igreja Católica. O seu pároco católico reconheceu a sua inteligência e paixão pela aprendizagem e conseguiu que se matriculasse na Goetheschule em Dieburg. Possivelmente devido à sua educação num lar religioso misto, tornar-se-ia mais tarde um ardente defensor da melhoria de relações entre católicos e protestantes.
Depois de terminar os seus estudos secundários, entrou para a Companhia de Jesus, em 1926. Depois de fazer estudos filosóficos em Pullach, trabalhou por três anos como prefeito e professor de desporto no Colégio Stella Matutina em Feldkirch, Áustria. Em 1933, a subida ao poder dos Nazis na Alemanha levaria ao êxodo forçado de virtualmente todos os estudantes alemães na Áustria. Regressou à Alemanha, juntamente com o director do Colégio Stella Matutina, o Padre Otto Faller, sendo dos primeiros a chegar à Floresta Negra, onde os Jesuítas abririam o Colégio de São Brás para cerca de 300 estudantes obrigados a sair da Áustria. Delp completou os seus estudos teológicos em Valkenburg, Holanda (1934-1936), e em Frankfurt (1936-1937).
Publicou a sua tese, Existência Trágica, em 1935, sobre a filosofia de Martin Heidegger, defendendo um humanismo de inspiração Cristã e reavaliando o existencialismo do filósofo alemão.

## Ministério sacerdotal
Delp foi ordenado padre em Munique, em 1937. Delp queria estudar para fazer um doutoramento em Filosofia na Universidade de Munique, mas foi recusada a sua admissão por razões políticas. A partir de 1939, trabalhou no quadro editorial da revista mensal Jesuíta Stimmen der Zeit (Vozes dos Tempos, em português), até ao seu encerramento pelos Nazis em Abril de 1941. Passou a ser reitor da Igreja de St. Georg, parte da paróquia de Heilig-Blut no bairro de Bogenhausen, em Munique. Pregou em ambas as igrejas, ao mesmo tempo que ajudou secretamente Judeus a fugir para a Suíça, através da Resistência.

## Resistência alemã
A oposição aberta de padres Jesuítas ao regime Nazi levara à prisão de vários destes em campos de concentração. O provincial Jesuíta de Delp, Augustin Rösch, tornou-se activo na resistência ao Nazismo. Foi Rösch que introduziu Delp no Círculo de Kreisau. Em 1942, Delp encontrava-se regularmente com membros do grupo em volta de Helmuth von Moltke para discutir o novo modelo de ordem social a desenvolver na Alemanha depois do derrube do Nazismo. Delp explicou a doutrina social da Igreja ao grupo e conseguiu contactos entre Moltke e líderes Católicos, como o Arcebispo Preysing, de Berlim.

## Prisão e julgamento
Delp foi preso em Munique, em 28 de Julho de 1944, na sequência do atentado a Hitler, levado a cabo oito dias antes, apesar de não estar directamente envolvido na tentativa de golpe militar. Foi transferido para a prisão de Tegel, em Berlim. Na prisão, começou secretamente a rezar missa e a escrever cartas, reflexões sobre o Advento, o Natal e outros temas espirituais, que foram secretamente enviados para fora, antes do seu julgamento. Em 8 de Dezembro de 1944, Delp recebeu a visita do Padre Franz von Tattenbach, enviado por Rösch, para fazer os seus votos finais de membro da Companhia de Jesus. Tal era supostamente proibido mas o polícia de guarda não entendeu o que estava a suceder.

## Execução
Durante a sua prisão final, a Gestapo ofereceu a Delp a libertação, desde que abandonasse os Jesuítas, o que este recusou. As condições da sua prisão foram difíceis, uma vez que, à semelhança de todos os prisioneiros implicados no atentado de 20 de Julho, eram obrigados a usar algemas noite e dia. Delp foi julgado de 9 a 11 de Janeiro de 1945 pelo Tribunal do Povo, em Berlim, presidido por Roland Freisler. Delp foi condenado à morte por alta traição, apesar de estar implicado no atentado a Hitler. A sua dedicação ao Círculo de Kreisau e o seu trabalho como padre Jesuíta foram suficientes para selar o seu destino., Delp foi condenado ao enforcamento, que ocorreu em 2 de Fevereiro de 1945, na Prisão de Plötzensee, em Berlim. No mesmo dia, Freisler morreria num bombardeamento aliado. Os restos mortais de Delp foram cremados e dispersos nos arredores de Berlim.

## Escritos
O seu livro In the Face of Death (1948), na versão inglesa, foi publicado postumamente e recolhe as suas meditações, notas, fragmentos do seu diário e cartas, escritas durante os seus seis meses de prisão, e tem sido comparada à obra do Pastor Dietrich Bonhoeffer, Letters and Papers from Prison. É a primeira parte de uma trilogia que inclui Committed to the Earth and The Mighty God, publicadas posteriormente. Uma colectânea dos seus escritos da prisão seria publicada com o título de Advent of the Heart (1984), reunindo os sermões e escritos da prisão de 1941 a 1944. A edição das suas Obras Completas (1982-1988), em 5 volumes, foi coligida pelo Padre Roman Bleistein, S.J.. Thomas Merton consideraria as suas palavras escritas na prisão como "as mais incisivas meditações cristãs dos nossos dias" e considerá-lo-ia um místico na introdução à edição norte-americana dos seus Prison Meditations, publicada em 1963. 